# Izak II. Angel
Izak II. Angel (grško starogrško Ισαάκιος Β’ Άγγελος, [Isaakios II Angelos]), bizantinski cesar od 1185 do 1195 in ponovno od 1203 do 1204, * september 1156, † januar 1204.
Med njegovim prvim vladanjem je Bizantinsko cesarstvo na račun Drugega Bolgarskega cesarstva in Raške izgubilo severni Balkan. Drugič je prišel na prestol s podporo križarjev in Benečanov.

## Upor
Izakov oče Andronik Dukas Angel, vojaški poveljnik v Mali Aziji, je bil sin Teodore Komnene, najmlajše hčerke cesarja Alekseja I. Komnena in Irene Dukas. Preko te zakonske zveze je družina Angel spadala tudi v širšo družino Komnenov.
Med kratkotrajnim vladanjem Andronika I. Komnena (1183-1185) je Izak z očetom in brati sodeloval v vstaji v Nikeji in Prusi. Nenavadno je, da ga cesar zaradi tega ni kaznoval in je po vstaji lahko živel v Bizancu.
Med Andronikovo odsotnostjo je Stefan Hadžiokristoforit 11. septembra 1185 poskusil Izaka aretirati, toda Izak je Stefana ubil in poiskal zatočišče v baziliki Svete Sofije. Andronik I. je bil dokaj sposoben vladar, vendar med aristokracijo in prebivalci ni bil priljubljen. Izak je zato prebivalce nahujskal k uporu in upor se je hitro razširil po mestu. Ko se je Andronik vrnil v Bizanc, je na njegovem prestolu že sedel novi cesar Izak II.. Andronik je poskušal pobegniti, vendar so ga na begu ujeli in mestna drhal ga je 12. septembra 1185 ubila.

## Prvo vladanje
Izak II. Angel je leta 1185 in 1186 okrepil svoj položaj z dinastičnim porokami. Nečakinjo Evdokijo Angel je poročil s srbskim kraljem Stefanom Prvovenčanim, sestro Teodoro z italijanskim markizom Konradom Montferraškim, sam pa se je januarja 1186 poročil z Margareto Arpad, hčerko madžarskega kralja Béle III. Madžarska je bila največja in najmočnejša soseda Bizantinskega cesarstva, Margareta, ki se je kasneje preimenovala v Marijo, je imela močne dinastične zveze z vladarskimi družinami iz Kijeva, Svetega Rimskega cesarstva, Italije, Provanse in s starejšimi bizantinskimi dinastijami. 
Izak je svoje vladanje začel z odločilno zmago nad normanskim kraljem Sicilije Viljemom II. Sicilskim na obali Strume 7. septembra 1185. Normani so z 80.000 vojaki in 200 ladjami vdrli v cesarstvo že proti koncu vladanja Andronika I.. Povsod drugod je bila njegova politika manj uspešna. Konec leta 1185 je poslal 80 galej v Akko, da bi osvobodil svojega brata Alekseja, a so ga Normani s Sicilije popolnoma uničili. Za tem je poslal 70 ladij na Ciper, kjer je zaradi vmešavanja Normanov izbruhnil upor pod vodstvom Izaka Komnena. Tudi ta odprava je doživela polom.
Da bi plačal stroške armade in svoje poroke, je močno povišal davke, kar je konec leta 1185 povzročilo upor Bolgarov in Vlahov. Rezultat upora je bila ustanovitev Drugega Bolgarskega cesarstva z dinastijo Asen na prestolu. Proti upornikom je Izak poslal Alekseja Brana, zmagovalca nad Normani, toda Bran se je z vojsko obrnil proti svojemu vladarju in poskusil zasesti Bizanc. Poskus je preprečil Izakov svak Konrad Montferraški, ki je Brana porazil in uničil.
Leta 1187 je z Benetkami sklenil pogodbo, s katero naj bi mu republika v šestih mesecih dobavila 40 do 100 galej, v zamenjavo pa bi dobila velike trgovske ugodnosti. Cesarjeva pozornost se je nato preusmerila na vzhod, kjer se je pojavilo več kandidatov za bizantinski prestol. 
V tretji križarski vojni je leta 1189 cesar Svetega Rimskega cesarstva Friderik I. Barbarossa dobil dovoljenje, da gre s svojo vojsko preko bizantinskega ozemlja. Takoj ko je Friderik prestopil mejo Bizantinskega cesarstva, je začel Izak iskal vse mogoče izgovore, da bi mu pot preprečil in samo z orožjem so ga prisilili, da je leta 1190 izpolnil svoje obveznosti.
Do leta 1196 se je nekoč mogočno bizantinsko vojno ladjevje zmanjšalo na borih 30 galej. 
Naslednjih pet let de je cesarstvo stalno spopadalo z Bolgarijo, proti kateri je Izak osebno vodil več vojnih pohodov. Rezultati so bili kljub obetavnemu začetku slabi in leta 1190 je v eni od bitk komaj odnesel celo glavo. Med pripravami na še en napad na Bolgare leta 1195 je cesarjev starejši brat Aleksej Angel izkoristil Izakovo daljšo odsotnost zaradi lova in se s podporo vojske oklical za cesarja Alekseja III. Izaka II. so oslepili in ga v Bizancu vrgli v ječo.

## Drugo vladanje
Po osmih letih ujetništva so ga po prihodu križarjev v četrti križarski vojni in pobegu Alekseja III. iz Bizanca leta 1203 ponovno posadili na prestol. Zaradi dolgega bivanja v ječi je bil telesno in duševno izčrpan, zato se mu je na prestolu kot so-cesar pridružil sin Aleksej IV. Angel.
Aleksej IV. je bil pri križarjih zelo zadolžen in ni bil sposoben poravnati svojih dolgov. Zaradi tega je izgubil podporo tako pri križarskih zaveznikih kot pri svojih podložnikih. Konec januarja 1204 je oblast prevzel vpliven dvorni uradnik Aleksej Dukas Murzuful in se proglasil za cesarja Alekseja V. Izak II. je takoj za tem umrl, domnevno zaradi šoka, Alekseja IV. pa so 28. ali 29. januarja 1204 zadavili.

## Zgodovinska slava
Izak slovi kot eden najbolj neuspešnih vladarjev na bizantinskem prestolu. Obdal se je z množico sužnjev, ljubic in priliznjencev in upravljanje cesarstva prepustil nekompetentnim izbrancem, državni denar pa je zapravljal za drage zgradbe in darila cerkvi in njenim metropolitom. Med njegovim vladanjem je Bizantinsko cesarstvo izgubilo Bolgarijo, Lefkado, Kefalonijo, Zakint, Kilikijo in Ciper. 

## Družina
Poreklo Izakove prve žene ni znano in je polno ugibanj. Izak je imel z njo tri otroke:
- Eufrozino Angelino, redovnico
- Ireno Angelino, poročeno najprej z Rogerijem III. Sicilskim in nato s Filipom Švabskim
- Alekseja IV. Angela, cesarja

Z drugo ženo Margareto Ogrsko je imel Izak dva sinova:
- Ivana Angela, * okrog 1193, † 1259, ki se je preselil na Madžarsko in je kot vazal madžarskega kralja Béle IV. vladal v Sremu in Bački (1227-42)
- Manuela Angela, * po 1195, † 1212